# Прохницкая, Элеонора Болеславна
Элеоно́ра Болесла́вна Прохни́цкая (4 июня 1937, Москва — июнь 2022) — советская и российская актриса кино и дубляжа, артистка цирка.

## Биография
Родилась 4 июня 1937 года в семье Болеслава Иосифовича Прохницкого (1909—1989) и Валентины Константиновны Лукс (Глазовой) (1917—2005).
Училась в хореографическом училище при Большом театре СССР. Будучи студенткой актёрского факультета ГИТИСа (курс И. М. Раевского и Г. Г. Конского), снялась в главной роли в фильме «Неоплаченный долг». Окончила институт в 1959 году.
Став женой Бориса Владимирова (известного по роли Авдотьи Никитичны в дуэте с Вадимом Тонковым), работала в его коллективе.
Была солисткой Московского мюзик-холла, выступала с этим коллективом на гастролях во Франции, Швейцарии и Бельгии, в том числе участвовала в сотне выступлений во всемирно известном зале «Олимпия». Покинув мюзик-холл, несколько лет была ассистенткой Эмиля Кио (своего второго мужа) в его цирковых представлениях. Затем выступала ведущей концертов зарубежных исполнителей в системе Госконцерта.
Много работала на дубляже на киностудии «Союзмультфильм», Центральном телевидении, фирме «СВ-Дубль». С 1990-х годов также выступала режиссёром. Известна озвучиванием роли Эйприл О'Нил в мультсериале «Черепашки-ниндзя», дубляжом которого она руководила по заказу телеканала «2x2» (первый состав). Среди последних её работ — голливудский мультфильм «Ледниковый период».
Автор мемуаров «Жизнь как кино, или Мой муж Авдотья Никитична: исповедь женщины, которая уже ничего не боится» (Астрель, 2011).
По состоянию на февраль 2022 года была парализована, почти не разговаривала.

## Личная жизнь
- Первый муж — Борис Владимиров (1932—1988)
- Второй муж — Эмиль Кио (род. 1938)
  - сын Эмиль (род. 1967)[3]
- Третий муж — Людвиг[3]
  - сын Александр (род. 1982)[3]

## Фильмография
- 1956 — Драгоценный подарок — влюблённая на скамейке
- 1956 — Карнавальная ночь — ассистентка фокусника
- 1959 — Неоплаченный долг — Люся Кречетова
- 1963 — Трудные дети — пионервожатая
- 1977 — Рождённая революцией Серии 9, 10: Последняя встреча
- 1977 — Диалог
- 1977 — Кольца Альманзора — придворная дама
- 1978 — Бархатный сезон — зрительница в театре

## Озвучивание мультфильмов
- 1981 — Девичьи узоры — искусница Маша / Баба-Яга / кукушка / мышь / читает текст
- 1984 — Дом для Кузьки — мама Наташи
- 1985 — КОАПП. Разными глазами — сова
- 1985 — КОАПП. Сонное царство — кобыла
- 1985 — Лебединое пёрышко — Чольчинай / подруга Чольчинай
- 1986 — Сказка для Наташи — мама Наташи
- 1987 — Возвращение домовёнка — мама Наташи (в титрах не указана)

## Награды
- Почётная грамота Министерства культуры Российской Федерации и Российского профсоюза работников культуры (31 мая 2002 года) — «за многолетний и плодотворный труд, достигнутые успехи в области культуры и искусства»[1]